# Новоладожское городское поселение
Новола́дожское городское поселе́ние — муниципальное образование в составе Волховского района Ленинградской области. Административный центр — город Новая Ладога.

## Географические данные
Расположено в северо-западной части района, вдоль южного берега Ладожского озера, в устье реки Волхов.
По территории поселения проходят автодороги:
- 41К-371 (Новая Ладога — Черноушево — Лавния)
- 41К-400 (Новая Ладога — Лигово)
- 41К-939 (подъезд к г. Новая Ладога)

Расстояние от административного центра поселения до районного центра — 25 км.

## История
1 января 2006 года в соответствии с областным законом № 56-оз от 6 сентября 2004 года «Об установлении границ и наделении соответствующим статусом муниципального образования Волховский муниципальный район и муниципальных образований в его составе» образовано Новоладожское городское поселение, в которое вошёл город Новая Ладога и населённые пункты, подчинённые городской администрации.

## Население
| 2006  | 2010  | 2011  | 2012  | 2013  | 2014  | 2015  |
| ----- | ----- | ----- | ----- | ----- | ----- | ----- |
| 9700  | ↘8915 | ↘8893 | ↘8841 | ↘8801 | ↗8879 | ↘8664 |
| 2016  | 2017  | 2018  | 2019  | 2020  | 2021  | 2023  |
| ↘8559 | ↘8487 | ↘8276 | ↘8098 | ↘8027 | ↘7476 | ↘7284 |
| 2024  | 2025  |       |       |       |       |       |
| ↘7190 | ↘7111 |       |       |       |       |       |

## Состав городского поселения
В состав поселения входит 5 населённых пунктов:
| № | Населённый пункт | Тип населённого пункта        | Население    |
| - | ---------------- | ----------------------------- | ------------ |
| 1 | Дубно            | деревня                       | ↘11 (2017)   |
| 2 | Кивгода          | деревня                       | ↘1 (2017)    |
| 3 | Лигово           | деревня                       | ↘4 (2017)    |
| 4 | Новая Ладога     | город, административный центр | ↘7069 (2025) |
| 5 | Сумское          | деревня                       | ↘6 (2017)    |